# Вронская, Алиса Францевна
Али́са Фра́нцевна Вро́нская (урождённая Янушке́вич, 1897—1992) — балерина Мариинского театра, хореограф. Преподавала балет в Швейцарии и Франции. Вронскую называли «последней живущей императорской балериной».

## Биография
Алиса Вронская родилась в польской семье. Свою фамилию «Янушкевич» сменила на «Вронскую» под влиянием романа Льва Толстого «Анна Каренина». Её преподавателем в балетной школе был Михаил Михайлович Фокин.
В 1914 году Алиса Вронская стала солисткой балета Мариинского театра. В 1919 году вошла в состав труппы Дягилева. Потом стала участницей труппы «Опера комик», «Водевиль». Участвовала в труппе балерины Анны Павловой с 1927 года. В балет Анны Павловой Алиса Вронская попала в период, когда она успешно выступала дуэтом с бывшим цирковым артистом Константином Альперовым. Они показывали акробатические номера, которые пользовались успехом у зрителей.
Гастролировала вместе с балетом Павловой в Будапеште и выступала в Белградском народном театре. Среди номеров Вронской и Альперова был «Вальс», поставленный на музыку Годара, «Индийская песня» на музыку Римского-Корсакова. По словам историка моды Александра Васильева, их совместный номер вызывал у зрителей больше восторга, чем «Умирающий лебедь» Анны Павловой, и это было предметом зависти последней. Когда во время гастролей в Дрездене Вронская вышла на аплодисменты, несмотря на просьбы Павловой не делать этого, её попросили больше в гастролях не принимать участие. По другой версии, Алиса Вронская перестала гастролировать вместе с балетом Павловой из-за болезни, так как произошёл несчастный случай, в результате которого она сломала ключицу.
В 1930 году балерина Вронская организовала свою студию в Париже под названием «Балет Вронской». Алиса Вронская давала частные уроки в Париже Альме Эдуардовне Поляковой из династии банкиров Поляковых. Её частная студия находилась в районе Пасси. Вронская обучала певицу Людмилу Лопато сценическому движению. Балерина Алиса Вронская поставила для неё номер к романсу «Василёчки», который пользовался популярностью у зрителей. Во время частных занятий, обучала Людмилу Лопато умению правильно держаться на сцене, делать акцент на самых важных словах в песне и подавать жесты публике.
Прима-балерина Большого театра Суламифь Мессерер во время своих первых зарубежных гастролей посетила в Париже студию балета Алисии Францевны Вронской и в своих мемуарах утверждала, что те уроки, которые она взяла у неё тогда, понравились ей намного больше, чем уроки других балерин в эмиграции. Вместе с Суламифь Мессерер у Алисы Вронской занимался Иван Николаевич Хлюстин — они репетировали танец, поставленный когда-то для Анны Павловой. Между Вронской и Мессерер долго длилась дружеская переписка. Алиса Францевна Вронская была преподавателем русской балерины Нины Тихоновой, которая жила в Париже. Тихонова подчёркивала, что на занятиях у Вронской она делала успехи.
В 1950—1970 годах Вронская преподавала в Швейцарии. Её студия располагалась в Лозанне, ученики принимали участие в спектаклях.